# Bersillies
Bersillies é uma comuna francesa na região administrativa de Altos da França, no departamento do Norte. Estende-se por uma área de 2.83 km². Em 2010 a comuna tinha 260 habitantes (densidade: 91,9 hab./km²).